# Leptomyrmex
Leptomyrmex és un gènere de formigues pertanyent a la subfamília Dolichoderinae. Els nounats de l'insecte bastó Extatosoma tiaratum imiten a aquestes formigues per evitar la depredació. Algunes espècies són formigues meleres.

## Distribució i hàbitat
Les espècies de Leptomyrmex es troben a Austràlia, Nova Guinea i Nova Caledònia i algunes illes properes. Habiten en les sabanes, boscos i selves tropicals humides. La distribució ha d'haver estat molt més gran, perquè es coneixen fòssils a Amèrica Central.

## Espècies
El gènere Leptomyrmex inclou 29 espècies, una d'elles fòssil:
- Leptomyrmex aitchisoni

- Leptomyrmex burwelli

- Leptomyrmex cnemidatus

- Leptomyrmex darlingtoni

- Leptomyrmex dolichoscapus

- Leptomyrmex erythrocephalus

- Leptomyrmex flavitarsus

- Leptomyrmex fragilis

- Leptomyrmex garretti

- Leptomyrmex geniculatus

- Leptomyrmex melanoticus

- Leptomyrmex mjobergi

- Leptomyrmex niger

- Leptomyrmex nigriceps

- Leptomyrmex nigriventris

- Leptomyrmex pallens

- Leptomyrmex pilosus

- Leptomyrmex puberulus

- Leptomyrmex ramorniensis

- Leptomyrmex rothneyi

- Leptomyrmex ruficeps

- Leptomyrmex rufipes

- Leptomyrmex rufithorax

- Leptomyrmex tibialis

- Leptomyrmex unicolor

- Leptomyrmex varians

- Leptomyrmex wiburdi

- †Leptomyrmex neotropicus